# 井上雄策
井上 雄策（いのうえ ゆうさく、1988年12月30日 - ）は、日本の男性総合格闘家、YouTuber。東京都墨田区出身。リバーサルジム川口リディプス所属。元PANCRASEライト級2位 (2018)。プロ修斗 ミドル級新人王(2010)。

## 来歴
7歳から15歳まで柔道を習い、中学生の頃に総合格闘技団体『PRIDE』を見て総合格闘家になることを決める。その後、「総合格闘技にはレスリングが必要だ」と考えたことで、高校入学後はレスリングを始め、レスリングで国体3位の成績を上げた。
日本ウェルネススポーツ専門学校在学中に、全日本アマチュア修斗選手権での試合内容・実績を評価されてプロ昇格。その後、修斗、パンクラス、ONEなどに参戦。パンクラスではライト級2位にランクインした。2018年以降は試合を行っていなかったが、2023年に所英男とエキシビションマッチを行い、その後、RIZINで現役復帰。

### RIZIN
2023年10月1日、RIZIN初出場。RIZIN LANDMARK 6で渡慶次幸平と対戦し、左フックでダウンを奪いパウンドで1R TKO勝ちを収めた。
2024年4月29日、RIZIN.46で元RISEウェルター級王者のブラックパンサー・ベイノアと対戦し、0-3の判定負けを喫した。

## 人物・エピソード
- フィジーカー（ボディビルダー）のシャイニー薊と共同で、YouTubeチャンネル「マッスルグリル」を主宰[7]。
- YouTubeでは「スマイル井上」名義で、撮影・編集を担当。

密着動画・RIZIN公式出演動画
- RIZIN公式YouTubeチャンネルより、井上雄策の密着動画『Preparation』（2024）[映像 1]
- RIZIN LANDMARK 9 大会映像 - RIZIN.46 ブラックパンサー・ベイノア戦、決定シーン（2024）[映像 2]

## 戦績
| 総合格闘技 戦績 | 総合格闘技 戦績 | 総合格闘技 戦績 | 総合格闘技 戦績 | 総合格闘技 戦績 | 総合格闘技 戦績 | 総合格闘技 戦績 |
| --------------- | --------------- | --------------- | --------------- | --------------- | --------------- | --------------- |
| 17 試合         | (T)KO           | 一本            | 判定            | その他          | 引き分け        | 無効試合        |
| 11 勝           | 7               | 1               | 3               | 0               | 1               | 0               |
| 5 敗            | 1               | 1               | 3               | 0               | 1               | 0               |

| 勝敗 | 対戦相手                   | 試合結果                         | 大会名                                  | 開催年月日     |
| ×    | “ブラックパンサー”ベイノア | 5分3R終了 判定0-3                | RIZIN.46                                | 2024年4月29日  |
| ○    | 渡慶次幸平                 | 1R 1:11 TKO（左フック→パウンド） | RIZIN LANDMARK 6                        | 2023年10月1日  |
| ×    | 江藤公洋                   | 2R 4:39 肩固め                   | ONE Championship: One Warrior Series 2  | 2018年7月19日  |
| ×    | トム・サントス             | 2R 2分10秒 TKO（パウンド）       | PANCRASE 294                            | 2018年3月11日  |
| ○    | 平山健吾                   | 1R 2:03 KO（膝蹴り）             | PANCRASE                                | 2017年10月8日  |
| ○    | 梅原健志                   | 1R 2:20 KO（バックハンドブロー） | PANCRASE                                | 2017年4月23日  |
| ×    | 琢磨雄作                   | 5分2R終了判定 0-3                | Mach Dojo /Gladiator                    | 2013年9月29日  |
| ○    | パク・デソン               | 1R 0:58 KO（飛び膝蹴り）         | 修斗                                    | 2013年3月16日  |
| ×    | 佐藤洋一郎                 | 5分3R終了判定 0-3                | 修斗 ～東日本大震災復興支援チャリティ～ | 2012年7月16日  |
| ○    | 鈴木孝浩                   | 1R 0:09 KO (パンチ)              | 修斗                                    | 2011年10月1日  |
| △    | 住村竜市郎                 | 5分2R終了 判定1-0                | 修斗                                    | 2010年12月18日 |
| ○    | 岡野佑樹                   | 5分2R終了 判定3-0                | 修斗                                    | 2010年7月4日   |
| ○    | 鶴巻伸洋                   | 1R 2:42 TKO (グラウンドの膝蹴り) | CAGE FORCE                              | 2010年4月11日  |
| ○    | 伊崎鐓次郎                 | 5分2R終了 判定 3-0               | 修斗                                    | 2010年2月27日  |
| ○    | 笠柳重明                   | 5分2R終了 判定3-0                | tribelate                               | 2009年11月3日  |
| ○    | 堀本祐介                   | 2R 3:00 TKO (ドクターストップ)   | GCM                                     | 2009年6月27日  |
| ○    | 浜田篤                     | 2R 2:53 リアネイキッドチョーク   | Tribelate                               | 2009年4月25日  |

## 獲得タイトル
- アマチュア修斗関東選手権ミドル級準優勝（2008年）
- プロ修斗 ミドル級新人王（2010年）

### 試合映像
1. ↑  『【試合映像】渡慶次幸平 vs. 井上雄策 / Kohei Tokeshi vs. Yusaku Inoue - RIZIN LANDMARK 6 in NAGOYA』RIZIN公式YouTubeチャンネル、2023年。
2. ↑  『【試合映像】“ブラックパンサー”ベイノア vs. 井上雄策 / “BlackPanther”Beynoah vs. Yusaku Inoue -  RIZIN.46』RIZIN公式YouTubeチャンネル、2024年。

### 映像資料
1. ↑  『【密着】ぷれぱれーしょん | 井上雄策 / Yusaku Inoue』RIZIN公式YouTubeチャンネル、2024年。
2. ↑  『RIZIN.46 追加対戦カード発表（RIZIN.46 『ブラックパンサー・ベイノア vs. 井上雄策』『鈴木博昭 vs. YA-MAN』決定シーン）- 2024/03/23』RIZIN公式YouTubeチャンネル、2024年。